# オナガフウチョウ
オナガフウチョウ (学名：Astrapia nigra)は、スズメ目フウチョウ科に分類される鳥類の一種。

## 分布
インドネシア（固有種）